# Immediatbau

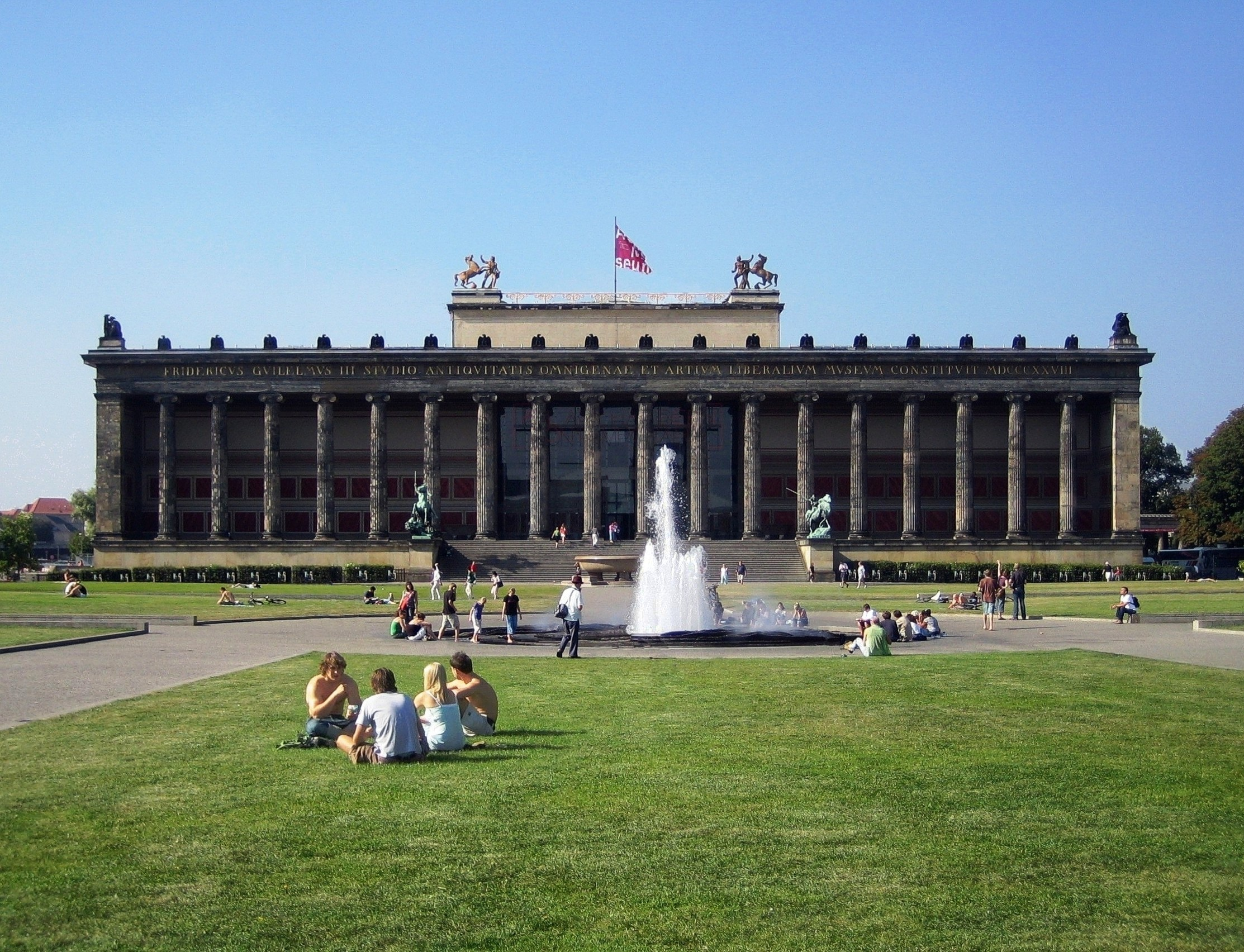
Altes Museum in Berlin

Immediatbauten sind Gebäude mit einem palastartigen Charakter an öffentlichen und repräsentativen Plätzen, vorwiegend im Stadtzentrum. Sie haben eine öffentliche und repräsentative Aufgabe innerhalb der Stadt. Daher wirkt ihr Erscheinungsbild in der Regel konventionell. Ihr rechtlicher Träger ist die Kommune oder der Staat als unmittelbare (also immediate) Verfügungsinstanz für ihre Erbauung. Dieser Instanz sind sie unmittelbar unterstellt. 
In solchen Gebäuden befinden sich zum Beispiel Gerichtshöfe, wie das Bundesverwaltungsgericht in dem Bau des ehemaligen Reichsgerichts in Leipzig, sie können aber auch Krankenhäuser, Bibliotheken, Museen, wie das Alte Museum in Berlin, Münzprägestätten und Archive beherbergen. Zu den Immediatbauten zählen auch andere gemeinschaftlich genutzte Gebäude wie Theater, Opernhäuser oder auch Sakralbauten. Die weltberühmte Semperoper in Dresden als königliche Hof- und Staatsoper Sachsens ist hierfür ein Beispiel.

## Immediatbauten in Berlin
Insbesondere wird dieser Begriff im Zusammenhang mit der Baugeschichte von Berlin genutzt. Zahlreiche Immediatbauten wurden in Berlin bereits unter Friedrich Wilhelm I. sowie während der Regierungszeit Friedrichs II. und Friedrich Wilhelms II. errichtet. Nach dem Ende des Siebenjährigen Krieges unternahm Friedrich II. große Anstrengungen, seine Residenzstadt Berlin europäischen Metropolen wie London und Paris anzugleichen. Neben repräsentativen Bauten ließ er zahlreiche ansehnliche, meist vierstöckige Wohnhäuser bauen – ganz oder teilweise auf seine Kosten – die ebenfalls als Immediatbauten bezeichnet werden. Die den Grundstückseigentümern geschenkten Wohnhäuser wurden den Grundstückseigentümern unter der Auflage veräußert, sie im entsprechenden Zustand zu erhalten. Damit hatte der Herrscher einen Einfluss auf das Stadtbild und konnte die Architekten nach seinem Gutdünken auswählen. Stilistisch lässt sich lediglich der Zeitstil und der Architekturgeschmack der Hohenzollern an den Gebäuden ablesen. Das wiederum hatte zur Folge, dass das äußere Erscheinungsbild derartiger Straßen- und Wohnbereiche dessen Konventionen folgte.
Zur Steuerung der Bauvorhaben hatte Friedrich II. eine Immediatbaukommission eingesetzt, zu deren wichtigsten Mitgliedern die Architekten Carl von Gontard, Georg Christian Unger (ab 1788 als Direktor), Carl Gotthard Langhans und Conrad Friedrich Wilhelm Titel gehörten. Zur Zeit Friedrich Wilhelms III. war der führende Architekt Karl Friedrich Schinkel auch für Immediatbauten zuständig. Es ist unverkennbar, dass die Anregungen für die architektonische Gestaltung nicht nur dem Klassizismus entlehnt, sondern auch der französischen Revolutionsarchitektur entnommen sind.
Manche ältere Wohnhäuser wurden wegen stadtplanerischer Änderungen durch Immediatbauten ersetzt. Beispiel ist dafür das im Jahre 1653 vom brandenburgisch kurfürstlichen Festungsbaumeister Johann Gregor Memhardt errichtete zweigeschossige Wohnhaus gegenüber dem Platz, auf dem später das Zeughaus errichtet wurde. 1795/1796 wurde das Wohnhaus abgerissen. Ihm folgte der Neubau, den der Baumeister Conrad Friedrich Wilhelm Titel errichtete. Dieses im Zweiten Weltkrieg durch Bombentreffer beschädigte Gebäude wurde um 1950 abgetragen.